# Ismènies (beotarca)
Ismènies (en llatí Ismenias, en grec antic Ἰσμενίας) fou un polític tebà del segle II aC.
Era del partit favorable a Macedònia i oposat a Roma. Quan va ser elegit beotarca cap a l'any 172 aC un bon nombre d'opositors polítics van ser enviats a l'exili i condemnats a mort en absència. Els exiliats es van reunir a Larisa (Tessàlia) on es van entrevistar amb els comissionats romans enviats a Grècia el 171 aC, quan es preparava la guerra contra Perseu de Macedònia. Els exiliats van culpar a Ismènies de l'aliança de Beòcia amb Macedònia. Tot seguit hi va haver una segona trobada a Calcis a la que es va presentar el mateix Ismènies, i va proposar la submissió col·lectiva de tot Beòcia a Roma, però els romans, dirigits per Quint Marci Filip, volien dividir els beocis en ciutats i dissoldre la confederació o Lliga Beòcia, i es van enfrontar a Ismènies amb contundència. En el tumult els exiliats es van animar a atacar-lo, i es va escapar de la mort perquè es va refugiar en un tribunal romà.
El partit proromà es va imposar a la ciutat de Tebes i va enviar una ambaixada a Calcis per rendir la ciutat als romans i cridar al retorn als exiliats. Ismènies va ser empresonat i més tard va morir assassinat o, segons Polibi, es va suïcidar, probablement l'any 170 aC. També en parla Titus Livi.